# Marc Anthony
Marc Anthony (født Marco Antonio Muñiz 16. september 1968 på Manhattan i New York City) er en amerikansk-puertoricansk Grammy-vindende singer-songwriter og skuespiller, der er mest kendt for sin salsa-musik og ballader. Indenfor salsaen er han den bedst sælgende artist nogensinde.
Efter at have udgivet adskillige album på spansk, udgav han i 2000 albummet When I Dream at Night, hvorfra hans store gennembrudshit, You Sang to Me, kommer. Sangen var med på soundtracket for filmen Runaway Bride. Siden har han atter hovedsageligt udgivet albums på spansk. Han udgav i 2011 singlen "Rain Over Me" med rapperen Pitbull.
Privat er han tidligere gift med Jennifer Lopez.

## Diskografi
- Otra Nota (1993)
- Todo a Su Tiempo (1995)
- Contra la Corriente (1997)
- Marc Anthony (1999)
- Desde un Principio: From the Beginning (samlingsalbum) (1999)
- When I Dream at Night (2000)
- Unauthorized (samlingsalbum) (2000)
- Libre [spansk version) (2001)
- Libre (2001)
- Mended (2002)
- Amar Sin Mentiras (2004)
- Valió la Pena (2004)

## Filmografi
- Carlito's Way (1993)
- Natural Causes (1994)
- Hackers (1995)
- Big Night (1996)
- The Substitute (1996)
- Bringing Out the Dead (1999)
- In the Time of the Butterflies (2001)
- Man on Fire (2004)
- El Cantante (2007)